# Gijs Luirink
Gijs Luirink (ur. 12 września 1983 w Amsterdamie) – holenderski piłkarz grający na pozycji środkowego obrońcy lub defensywnego pomocnika.

## Kariera klubowa
Luirink pochodzi z Amsterdamu i jest wychowankiem amatorskiego klubu FC Abcoude, a następnie grał w juniorach Ajaksu, jednak nie przebił się do pierwszej drużyny. W 2001 roku stał się zawodnikiem pierwszej drużyny drugoligowego FC Volendam. W jego barwach zadebiutował 14 października 2001 w wygranym 6:1 meczu z Heraclesem Almelo. W pierwszym sezonie grał mało, ale już w kolejnym często był zawodnikiem pierwszej jedenastki i z klubem z Volendamu awansował do Eredivisie, jednak tylko na rok, gdyż w 2004 roku wrócił do drugiej ligi.
W 2004 roku Luirink zmienił barwy klubowe i został piłkarzem FC Groningen, który zapłacił za niego pół miliona euro. W sezonie 2004/2005 rozegrał 1 mecz w barwach tego klubu, a w sezonie 2005/2006 także nie mógł być pewien miejsca w podstawowym składzie i zagrał w 20 spotkaniach pierwszoligowych i zdobył 1 gola. Latem 2006 Luirink został sprzedany za 3,5 miliona euro do AZ Alkmaar. W 2007 roku z AZ doszedł do ćwierćfinału Pucharu UEFA, a w lidze zajął 3. miejsce. W 2009 roku wywalczył z AZ mistrzostwo Holandii.
W sezonie 2009/2010 Luirink był wypożyczony do RKC Waalwijk, a w 2010 roku trafił na wypożyczenie do drugoligowego SC Cambuur. W 2011 roku został zawodnikiem Sparty Rotterdam, której barwy reprezentował do 2014 roku. Następnie wrócił do Volendamu, gdzie w 2016 roku zakończył karierę.
W Eredivisie rozegrał 80 spotkań i zdobył 2 bramki.
| Sezon   | Klub             | Kraj     | Rozgrywki      | Mecze | Bramki |
| ------- | ---------------- | -------- | -------------- | ----- | ------ |
| 2001/02 | FC Volendam      | Holandia | Eerste divisie | 5     | 0      |
| 2002/03 | FC Volendam      | Holandia | Eerste divisie | 24    | 2      |
| 2003/04 | FC Volendam      | Holandia | Eredivisie     | 28    | 0      |
| 2004/05 | FC Groningen     | Holandia | Eredivisie     | 1     | 0      |
| 2005/06 | FC Groningen     | Holandia | Eredivisie     | 20    | 1      |
| 2006/07 | AZ Alkmaar       | Holandia | Eredivisie     | 16    | 1      |
| 2007/08 | AZ Alkmaar       | Holandia | Eredivisie     | 0     | 0      |
| 2008/09 | AZ Alkmaar       | Holandia | Eredivisie     | 1     | 0      |
| 2009/10 | RKC Waalwijk     | Holandia | Eredivisie     | 14    | 0      |
| 2010/11 | AZ Alkmaar       | Holandia | Eredivisie     | 0     | 0      |
| 2010/11 | SC Cambuur       | Holandia | Eerste divisie | 16    | 2      |
| 2011/12 | Sparta Rotterdam | Holandia | Eerste divisie | 29    | 4      |
| 2012/13 | Sparta Rotterdam | Holandia | Eerste divisie | 27    | 3      |
| 2013/14 | Sparta Rotterdam | Holandia | Eerste divisie | 19    | 0      |
| 2013/14 | FC Volendam      | Holandia | Eerste divisie | 12    | 0      |
| 2014/15 | FC Volendam      | Holandia | Eerste divisie | 29    | 1      |
| 2015/16 | FC Volendam      | Holandia | Eerste divisie | 2     | 0      |

## Kariera reprezentacyjna
Luirink karierę reprezentacyjną rozpoczynał od występów w młodzieżowej reprezentacji Holandii U-21. W 2006 roku był członkiem kadry na Mistrzostwa Europy U-21 w Portugalii. Był podstawowym zawodnikiem „Oranje” i zagrał we wszystkich meczach, w tym także finałowym z Ukrainą. Na tym turnieju zdobył też jednego gola, jeszcze w grupowym meczu z Ukrainą, przegranym 1:2.